# 江戸の朝焼け
『江戸の朝焼け』（えどのあさやけ）は、1980年9月4日から1981年3月26日まで、フジテレビ系列にて放送されたテレビ時代劇。放送時間は毎週木曜日21時から21時54分。全28話。『江戸の旋風』から続く、江戸シリーズの第6弾。

## 内容
舞台は江戸時代・天保初期。八丁堀の町方の定町廻り同心・島佐太郎と、佐太郎の実の父親で岡っ引きの湊や清兵衛、清兵衛の義理の息子（養子）の辰吉。この親子三人が事件・暴力・権力に立ち向かって解決し、被害者や市井の者たちに人情と愛情を以って接する捕物劇。
辰吉は隠れ目明かしとして、遊び人に扮して悪を探る活動をする。武器は辰吉の髪に差した手裏剣、常松の鉄かぎ付き投げ縄
などが登場する。

## スタッフ
- 企画：中本逸郎
- プロデューサー：広岡常男、市川久夫
- 脚本：放映リスト参照
- 監督：放映リスト参照
- 音楽：渡邊岳夫
- 殺陣：宇仁貫三
- 現像：東京現像所
- 協力：円谷プロダクション
- 製作：東宝株式会社、フジテレビ

## キャスト
- 島佐太郎：沖雅也
- 湊や清兵衛：小林桂樹
- 辰吉：鹿賀丈史
- 駒屋惣次郎：夏木陽介
- 常松：渡辺篤史
- 棚橋半之助：長門裕之
- おうた：佐藤友美 ※オープニングや劇中のナレーションも担当
- おせん：松原千明
- 秋月右京亮：田中邦衛（特別出演）
- 捨三：小野ヤスシ
- 小介：大鹿伸一
- 長五郎：守田比呂也
- 文七：川辺太一朗
- おせつ：川口節子
- おはる：本城ゆき
- 綾：藤沢綾
- 秀：嶋崎秀信
- 嘉世：荒木道子　※第5話は声のみ
- 次回予告ナレーション：納谷悟朗

## 主題歌
- 「あなたかも知れない」歌：佐藤友美（キングレコード）
  - 作詞：ちあき哲也、作曲：渡邊岳夫、編曲：青木望

## 放映リスト
| 話数 | 放送日       | サブタイトル     | 脚本                | 監督       | ゲスト |
| ---- | ------------ | ---------------- | ------------------- | ---------- | --- |
| 1    | 1980年9月4日 | 鈴虫の男         | 安倍徹郎            | 児玉進     | 西村晃、北村和夫、今井健二、森山周一郎、 友直子、古本新之輔                                                                |
| 2    | 9月11日      | めおと鶴         | 佐藤繁子            | 森一生     | 目黒祐樹、香野百合子、峰竜太、高杉玄、 新山真弓、伊吹徹                                                                    |
| 3    | 9月18日      | 流転の再会       | 保利吉紀            | 児玉進     | 金沢碧、須賀不二男、上野山功一、片岡五郎、 高峰圭二、紅理子、御道由紀子、門脇三郎、 大野和浩、志村幸江                     |
| 4    | 9月25日      | 路地裏育ち       | 星川清司            | 森一生     | 根岸季衣、織本順吉、江幡高志、中井啓輔、 陶隆、湯沢紀保                                                                    |
| 5    | 10月2日      | 辻斬り異聞       | 猪又憲吾            | 児玉進     | 根上淳、山本みどり、荒木道子、神太郎、 武知杜代子                                                                          |
| 6    | 10月16日     | 十五夜小町       | 下飯坂菊馬          | 児玉進     | 伊藤めぐみ、木田三千雄、梅津栄、佐藤仁哉、 村松克己、市原清彦、北島マヤ、立枝歩                                            |
| 7    | 10月23日     | 柳橋慕情         | 野波静雄            | 高瀬昌弘   | 伊沢一郎、寺田農、山本昌平、沖田駿一、 晴海勇造、佐藤晴通、今井和雄、若尾義昭                                              |
| 8    | 10月30日     | 遥かなる母       | 下飯坂菊馬          | 小野田嘉幹 | 宮園純子、津田和彦、原田清人、立川光貴、 堺左千夫、茜ゆう子、大木史朗、西朱実、 篠田薫、田村祐治、夏木順平、加藤茂雄       |
| 9    | 11月6日      | 人生回り舞台     | 佐藤繁子            | 高瀬昌弘   | 野平ゆき、佐藤蛾次郎、草薙幸二郎、堀田真三、 高木二朗、池田和歌子、北川欽三、鹿島信哉                                      |
| 10   | 11月13日     | 女の敵           | 野波静雄            | 小野田嘉幹 | 佳那晃子、高田大三、井上孝雄、川合伸旺、 綾瀬さくら、根岸一正                                                              |
| 11   | 11月20日     | 妹の五十両       | 中村努              | 児玉進     | 林ゆたか、谷川みゆき、秋本圭子、西岡徳馬、 樋山恵、小海とよ子、高杉哲平、二家本辰巳                                        |
| 12   | 11月27日     | 愛すればこそ     | 田万川正            | 小俣尭     | 村井国夫、服部妙子、内田勝正、外山高士、 唐沢民賢、秋元羊介、武内文平、小池雄介                                            |
| 13   | 12月4日      | 女の恋路         | 猪又憲吾            | 児玉進     | 喜多川美佳、石橋蓮司、吉川遊土、真山知子、 山本清、里木左甫良、都家歌六、新井一夫                                          |
| 14   | 12月11日     | 殺し屋・辰吉     | 池田一朗            | 竹林進     | 古坂るみ子、倉田保昭、剣持伴紀、奥村公延、 小沢象、吉岡ひとみ                                                              |
| 15   | 12月18日     | 風流深川おんな狐 | 下飯坂菊馬          | 児玉進     | 泉じゅん、飛鳥裕子、加藤嘉、福山象三、 永井玄哉、入江正徳、中島元、五十嵐美鈴、 峯田智代、黒田健三                         |
| 16   | 12月25日     | 狐と狸の一万両   | 安倍徹郎            | 高瀬昌弘   | 中島ゆたか、伊藤高、井上博一、久富惟晴、 香川良介、都家歌六                                                                |
| 17   | 1981年1月8日 | さむらいの灯     | 国弘威雄            | 児玉進     | 平泉征、中庸助、井原千鶴子、高橋明、 野本博、音羽久米子、新井一夫、荻原紀                                                  |
| 18   | 1月15日      | あいつの女       | 星川清司            | 児玉進     | 范文雀、川地民夫、高杉玄、鈴木俊介、 伊藤弘一、稲川善一、中川一也、板倉加代子、 大島光幸、熊谷卓三                         |
| 19   | 1月22日      | 裏街の用心棒     | 佐藤繁子            | 高瀬昌弘   | 村野武範、うえだ峻、村田みゆき、稲葉義男、 長谷川弘、高尾美有紀、西川敬三郎、松浪志保、 宇乃壬麻、小笠原まりこ、和久井節緒 |
| 20   | 1月29日      | 文七誘拐         | 池田一朗            | 高瀬昌弘   | 山本昌平、山田吾一、汐路章、寄山弘、 塩見三省、代志住正、松本道子、戸塚孝、 谷本一、森岡隆見、角田英介                     |
| 21   | 2月5日       | うたかたの縁組   | 安藤日出男          | 児玉進     | 荒木道子、渥美国泰、里見奈保、御道由紀子、 山岡甲、田中浩、加藤茂雄、門脇三郎、 三角八郎                                   |
| 22   | 2月12日      | 血文字の謎       | 野波静雄            | 高瀬昌弘   | 嶋めぐみ、潮哲也、林孝一、中田博久、 山本廉、西沢利明、大林直樹、田村貫                                                    |
| 23   | 2月19日      | 二十五年目の春   | 加瀬高之            | 児玉進     | 島村佳江、水原ゆう紀、小泉博、灰地順、 三景啓司、上田耕一、井岡由梨、中村雅紀                                              |
| 24   | 2月26日      | 風車の女         | 鹿水晶子 下飯坂菊馬 | 児玉進     | 鮎川いずみ、遠藤義徳、須藤健、沖田駿一、 津路清子、平松慎吾、仙道敦子、荻原紀、相沢治夫                                    |
| 25   | 3月5日       | 嵐の中の女       | 佐藤繁子            | 竹林進     | 園まり、勝部演之、外野村晋、石津康彦 吉良冬太、矢野敬、大方斐紗子、遠藤由美子、荻原紀                                      |
| 26   | 3月12日      | 雪が降る雛の宵   | 中村努              | 竹林進     | 佐野アツ子、斉藤ゆかり、近藤宏、原口剛 北浦昭義、徳弘夏生、加地健太郎、鹿島信哉、森岡隆見                                  |
| 27   | 3月19日      | 宿命の父と子     | 柏戸比呂子          | 児玉進     | 小野進也、中村竹弥、荒木道子、江角英、 近藤準、花形恵子、船渡伸二、東条きよし、 小海とよ子、打出親五                       |
| 28   | 3月26日      | 春はあけぼの     | 保利吉紀            | 児玉進     | 石田えり、高峰圭二、山下洵一郎、片桐竜次、 伊豆肇、藤江リカ、青木卓、矢田稔、 里木左甫良                                   |

## 前後番組
| フジテレビ系 木曜21時台       | フジテレビ系 木曜21時台 | フジテレビ系 木曜21時台 |
| 前番組                        | 番組名                  | 次番組                  |
| ----------------------------- | ----------------------- | ----------------------- |
| 同心部屋御用帳 新・江戸の旋風 | 江戸の朝焼け            | 江戸の用心棒            |